# Verel-de-Montbel
Verel-de-Montbel è un comune francese di 305 abitanti situato nel dipartimento della Savoia della regione dell'Alvernia-Rodano-Alpi.

## Storia
Da Verel-de-Montbel, in epoca romana, passava la via delle Gallie, strada romana consolare fatta costruire da Augusto per collegare la Pianura Padana con la Gallia.

## Società

### Evoluzione demografica
Abitanti censiti